# Chambre des représentants (Grenade)
Pour les autres articles nationaux ou selon les autres juridictions, voir Chambre des représentants.
XIe législature
Siège du parlement
La Chambre des représentants (en anglais : House of Representatives) est la chambre basse du parlement bicaméral de la Grenade.

## Système électoral
La Chambre des représentants est composée de 15 sièges élus pour cinq ans au scrutin uninominal majoritaire à un tour dans autant de circonscriptions.

## Liste des présidents
| Nom             | Début | Fin      |
| --------------- | ----- | -------- |
| R.C.P. Moore    | 1974  | 1976     |
| Allison Reason  | 1976  | 1979     |
| Hudson Scipio   | 1984  | 1990     |
| Marcel Peters   | 1990  | 1995     |
| Curtis Strachan | 1995  | 2003     |
| George McGuire  | 2003  | 2004     |
| Lawrence Joseph | 2004  | 2008     |
| George McGuire  | 2008  | 2013     |
| Micheal Pierre  | 2013  | 2022     |
| Leo Cato        | 2022  | en cours |